# 天主教會性侵害案例

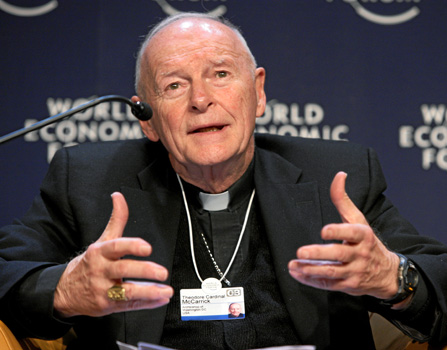
教宗方濟各於2018年下令狄鐸·埃德加·麥卡里克進行「祈禱和懺悔的生活」，直到可以進行規範審判。

天主教會性侵害案例是在20世纪和21世纪，涉及天主教会的神父、修女和信徒的儿童性虐待案件以及随后的掩盖事件导致了大量的指控、调查、审判与定罪。遭受性虐待的受害者包括男孩和女孩，最小的受害者年仅3岁，而大部分的受害者年龄介于11岁到14岁之间。
从1980年代开始，这些指控开始受到新闻界零星、孤立的报道。其中许多案件涉及的是针对十几年前性虐待的指控；例如在性虐待行为发生多年之后，长大成人的成年人或大龄青年经常会提出这样的起诉。还有一些案件涉及天主教会的高层人员，他们被指控掩盖了有关性虐待罪行的投诉或控诉，并将性虐待的神父转移到其他教区，这造成其可以继续从事性虐待行为。
到了1990年代之后，这些案件开始得到主流媒体和公众的关注，特别是在爱尔兰、加拿大、美国和澳大利亚。1996年，澳大利亚教会就此采取了全新的宗教礼仪并纠正错误。随着民众意识的增强，教宗在随后就此进行了道歉。在2001年的致歉中，若望·保祿二世称发生在天主教会内的性虐待事件是“对耶稣基督见证与教导的深重抵触”。本笃十六世面见了受害者并当面致歉，他表示对虐待罪行的“羞辱”和呼吁将肇事者绳之以法，同时他也谴责了教会当局的不当处理。
同时天主教高层人员认为媒体的报道过于泛滥且放大了天主教性虐待案的比例，因为性虐待事件在其他宗教或教会里也时有发生。1990年代的一系列电视纪录片，例如UTV电视台在1994年拍摄的《童年梦魇（Suffer The Children）》就在爱尔兰引发全国关注。《波士顿环球报》在2002年针对天主教会性侵案所展开的一项重要调查报道引起了媒体对该类事件的广泛报道，该调查报道后来于2015年被改编成由汤姆斯·麦卡锡执导的电影《聚焦》。到了2010年代，绝大部分的相关报道多集中在欧洲和澳大利亚。
从2001年到2010年，天主教会的中央管理机构圣座经过深思熟虑，认为溯及过往50年，大约有3,000名神父涉及性虐待。这些案件反映了天主教会在全球范围内长期涉及性虐待并且教会高层主动掩盖涉嫌性虐待举报的真相。
教区主管官员及对天主教会了解颇深的学者表示，涉及神职人员的性虐待案一般不会被讨论，因此无法估量究竟有多少人受害。不过也有一些研究指出，天主教会的神父也许并不会比普通人更有可能实施性虐待。
在2019年2月21日至24日在梵蒂岡城舉行的世界主要會議主席的參與下，討論防止天主教會神職人員的性侵害問題。有關規定於2019年12月進行修正，以提高透明度。
2023年3月，天主教學術界出版一本論文集 "Doing Theology and Theological Ethics in the Face of the Abuse Crisis"，論文集中的二十二篇文章從眾多面向切入，相當程度反映了羅馬天主教內部近年對此一困難議題的學術性回應。

## 歷史與国际影响

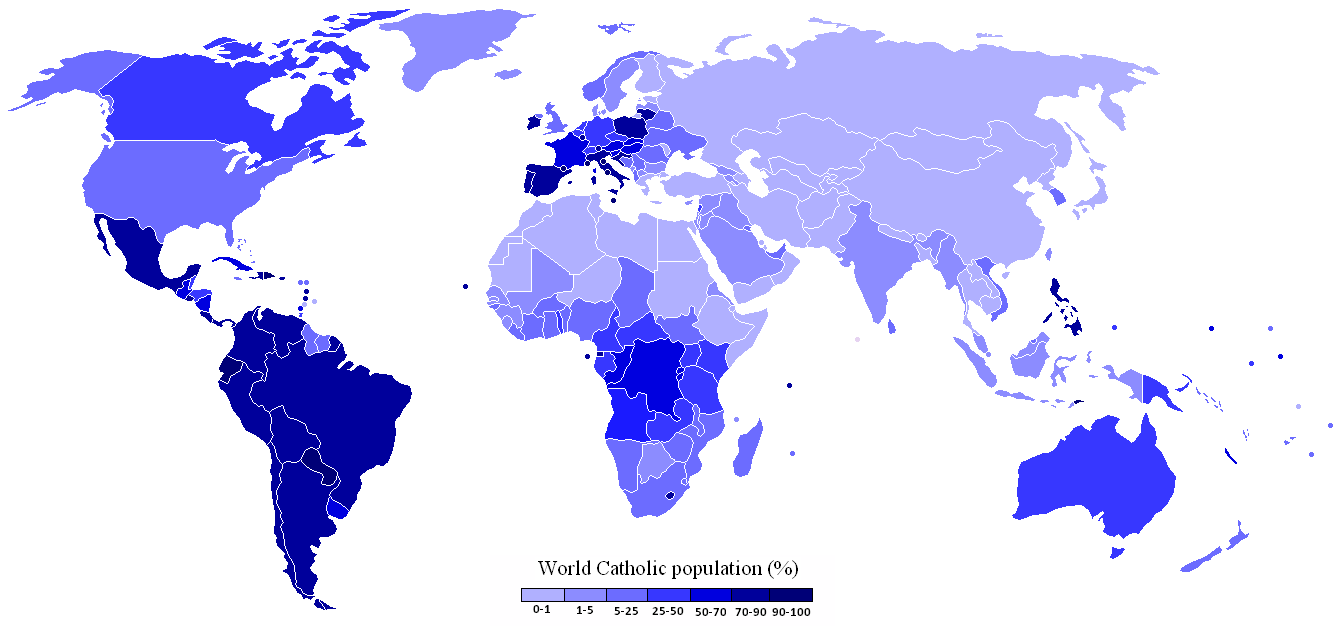
天主教人口比例

天主教會性侵害案例至少可以追溯到11世紀，當時彼得·達米安寫了一篇嚴厲的條約《蛾摩拉之書》以反對這種侵害及相關行為。15世紀後期，卡塔琳娜·馮·施文和她的妹妹從修道院搬回自己家的房子住一段時間，部分原因是這兩位年輕女子被神父騷擾。 1531年，馬丁·路德聲稱，教宗良十世否決了有關樞機應該限制其為了自身歡樂而保留的男孩人數的議案，「否則羅馬教宗和樞機如何開放和無恥地練習雞姦的行為將會廣為傳播到全世界」。
神父對低於合法性行為年齡的兒童性侵害在美國、加拿大、愛爾蘭、英國、菲律賓、比利時、法國、德國和澳大利亞受到了媒體和公眾的廣泛關注。 全世界其他國家也有案例報導。許多案件持續數十年，並在性侵害事件發生數年後才被發現。
雖然僅在美國和愛爾蘭有進行了全國性的調查，以及澳大利亞有針對機構反應事件進行調查，然而在紐西蘭、加拿大和其他國家，神職人員性侵害未成年人的案例有被報導並起訴。1995年，奧地利樞機漢斯·赫爾曼·格勒爾因性侵害指控而辭去維也納總主教的職務，儘管他仍然是樞機。自1995年以來，來自澳大利亞各地的100多名神父被判犯有性侵害罪。
在愛爾蘭，虐待兒童調查委員會發布了一份涵蓋六十年（自1950年代）以來的報告。它指出天主教男孩機構中的“地方性”性侵害，稱教會領袖知道有虐待事件，而政府調查人員未能“停止毆打、強姦和羞辱。”委員會關於教會虐待的報告共有五卷。該報告指出“虐待受害者集中於生活貧困和社會弱勢。”
在拉丁美洲的天主教性侵害案件中，最廣為人知的是馬西亞爾·馬謝爾神父的性醜聞，他是基督軍團的領袖，這是一個天主教團體，由神職人員和神學院學生組成，其宗旨在於學習擔任神父。在該軍團花了十多年時間否認指控並批評聲稱遭到侵犯的受害者之後，爆發了這一事件。
在非洲的坦桑尼亞，基特·坎寧安神父安去世後，和其他三位神父被揭發為戀童者。事件發生在1960年代，但直到2011年才被公開披露，主要是透過BBC紀錄片。
熟悉第三世界天主教會的教會官員和學者說，神職人員的性侵害一般不會被討論，因此難以衡量。這可能部分歸因於第三世界國家教會的更多等級結構，這些地區神職人員的“心理健康”，以及第三世界媒體、法律制度和公共文化不足以徹底討論性侵害。 在菲律賓，截至2002年，至少有85％的人口是天主教徒，在2002年美國廣泛報導相關事件之後，當地包括兒童性侵害在內的神職人員性侵害事件的揭露也隨之而來。
許多國家都發生了神職人員性侵害的指控和定罪。沒有關於不同地區性侵害案件數量的準確數據。但是，2002年《波士頓環球報》報導，“顯然這個問題在美國最為突出。”美國是天主教性侵害案件報告數量最多的國家。
在美國之後，報告案件數量次多的國家是愛爾蘭。澳大利亞、紐西蘭、加拿大以及歐洲、拉丁美洲、非洲和亞洲國家也報告了大量案例。
根據皮尤研究中心的一項研究，2002年媒體報導的重點是美國，《波士頓環球報》在該地區案件開展了廣泛報導。但到2010年時轉移到歐洲。
2011年9月，國際刑事法院接到一件訴案，指控教宗本篤十六世、樞機團團長安傑洛·索達諾樞機，國務樞機卿塔爾奇西奧·貝爾托內樞機和教義部部長威廉·萊瓦達樞機透過“系統性和廣泛性”的隱瞞，包括未能與相關執法機構合作，未能防止或懲罰強姦和性暴力的肇事者，從而犯下了危害人類罪。在向美聯社發表的聲明中，梵蒂岡將此描述為“荒謬的宣傳噱頭和濫用國際司法程序”。律師和法律教授強調，案件可能不屬於法院的管轄範圍。
2017年5月13日，教宗方濟各承認梵蒂岡有2,000起複雜的性侵害案件。

## 案例概述
1940年代後期，美國神父傑拉德·費茲傑羅創立了聖靈事工團，這是一個宗教團體，處理那些在藥物濫用和性行為不端等個人困難中掙扎的天主教神父。費茲傑羅在1950年代向天主教高階領導人發出的一系列信件和報告中警告說，涉入的神父存在大量問題。例如，他寫道，“性侵犯罪犯不太可能改變，不應該回到事工職位。”他與教宗保祿六世（1963年－1978年）和幾位主教討論了這個問題。
2001年，梵蒂岡開始要求性侵害案件必須向梵蒂岡等級報告；在此之前，它將此類案件的管理權留給當地教區。在2002年《波士頓環球報》披露馬薩諸塞州和其他地方的教會傷害案件後，《達拉斯晨報》進行了長達一年的調查。它在2004年的報告中說，即使在這些揭露和公眾強烈抗議之後，教會體系將據稱傷害的神父從他們被指控的國家移出，卻又將他們再次分配至“讓他們與兒童接觸的環境，儘管教會否認”。調查結果顯示，近200個案件中有近一半“涉及神職人員試圖逃避執法。”
這些案件在美國、愛爾蘭（據報導廣泛涉嫌性侵）和加拿大以及全世界都受到了媒體和公眾的廣泛關注。根據皮尤研究中心的一項研究，媒體報導主要源自美國，也就是從2002年開始，《波士頓環球報》發布了數百篇新聞報導。相比之下，2010年的大部分報導都集中在歐洲。

### 沒有揭發
教會經常被指控掩蓋性虐待案件。在許多情況下，正如下面提及不同國家的段落中所討論的那樣，教會當局發現的神職人員犯罪行為不會向警方等民間當局報告。他們通常只是從一個教區搬到另一個教區，通常沒有向當局或目的地的會眾發出任何警告。雖然冒犯神職人員可能會受到諸如解除職務等行動的影響，但這種情況很少見；直到最近，教會不惜一切代價避免醜聞傳出去。

## 主要案例

### 大洋洲案例

#### 澳洲
在吉拉德政府制定的皇家委員會於2013年公布為機構應對兒童性侵害。 該委員會報告說，在澳大利亞所有的天主教神父的7%的“兒童性虐待犯罪嫌疑人的;” 虐待兒童的平均年齡為男孩11.5歲，女孩10.5歲。 據稱肇事者絕大多數是男性（90%），而教內弟兄則負有過高的責任（儘管在數量上不如神父和教內姊妹，但擁有最多的索賠人和約37%的所謂肇事者）。大多數報告的性虐待事件發生在1950年至1989年之間，但有人指出，受害人受虐待與報告受害者之間平均有33年的延誤，這使得統計數據偏向於較久遠的性侵事件。一些報導的事件發生在20世紀20年代和2010年之後的最新事件。
在接受調查的201個教會當局中，92個（46%）報告至少收到一起兒童性虐待指控。總體而言，約有4,444名索賠人指控1950 - 2015年期間報告的4,756起索賠事件（86%的索賠涉及1990年以前的事件）。1980年至2015年期間，3,057件索賠導致賠償金額達2.68億美元。索賠涉嫌犯下罪行的1,880名人員，其中30%針對神父，32%是非宗教信仰的兄弟，5%是非婚生宗教姐妹，29%的人和4%的未知宗教地位。委員會通過加權指數發現，在75名大殿/教區和有司鐸成員的宗教機構中，約有7%的神父（1950年至2009年期間在澳大利亞工作）有針對他們的指控（這一發現並不代表在法庭上測試的指控）。1980年至2015年間，經營多個住宅設施的基督教兄弟公司向受害者支付的賠款金額最高，為763人總計賠償4850萬美元。
澳大利亞的天主教領袖是世界上第一個公開處理虐待兒童問題的人：1996年，教會發布了“ 走向治療協議”，該協議稱其旨在“建立一個富有同情心的公正處理性侵投訴的製度”。 教宗若望·保祿二世和本篤十六世對此向澳大利亞性侵受害者道歉。
對阿德萊德總主教的錯誤定罪：
2018年5月，阿德萊德總主教斐理伯·威爾遜被錯誤地判定1976年在新南威爾士州東梅特蘭市擔任助理主任司鐸時未向民政當局報告兒童性虐待指控。，然後由上訴法院宣判無罪。上訴法官認為他是因為他是天主教神父而被定罪，而不是因為控方證明此案無可置疑。他拒絕了反對總主教的案件的實質性內容，質疑關鍵證人的證據的準確性，並說：“我不應該懲罰天主教會的體制道德缺陷，或懲罰威爾遜的罪行現已去世的詹姆斯·弗萊徹（James Fletcher）認定威爾遜有罪，只是因為他是天主教神父。“ 他說，會議室內媒體的大部分內容「可能相當於法院認為壓力，以達成一個似乎與輿論導向一致的結論」。
喬治·佩爾的審判：
2017年6月26日，澳洲維多利亞省以多項兒童性虐待罪嫌將乔治·佩尔起訴。對於“證據的基本缺陷”和證人的可信度問題，有人提出了幾項指控，但是在20世紀70年代和90年代對公共場所的未成年人進行了兩次審判，Pell對所有指控表示“無罪”。
2018年8月的一項審判涉及他在1996年星期日彌撒後在聖帕特里克大殿襲擊了兩名兒童的指控，成了一個懸案。 隨後的重審在12月達成了“有罪”的判決，但是受到了禁制令，而隨後的一項涉及指控的審判仍在繼續。當法官在2019年2月份因缺乏證據而駁回第二起案件時，對佩爾12月判決的禁制令終止。法院27日開庭進行判決前聆訊，佩爾的保釋狀態遭撤銷2019年3月13日，佩爾於墨爾本法院被裁定性侵男童罪名成立，判監6年。澳洲高等法院於2020年4月7日裁定佩爾所有罪名不成立，當庭開釋。

#### 關島
最近在2018年3月，安多尼·薩布蘭·阿普龍總主教被梵蒂岡撤職。阿普龍在20世紀70年代後期被指控性騷擾輔祭男童。此外，在最新的案例中，類斯·布魯拉德神父因青少年期間在“過夜”期間強奸了輔祭男孩而被指控。從20世紀50年代到90年代，目前有十五位神父，兩位總主教和一位在性虐待案件中得到認可的主教。

### 歐洲案例

#### 奧地利
2010年11月，奧地利的一個獨立小組通過熱線幫助人們退出天主教會，發布了一份記錄奧地利神父，修女和其他宗教官員所犯下的身體虐待，性虐待和情感虐待的報告。該報告基於91名女性（28%）和234名男性（72%）的熱線電話，其中有422名男女嫌疑人，其中63%是神父。

#### 比利時
2010年6月，比利時警方突擊搜查布魯塞爾的比利時天主教會總部，扣押了一台電腦和教會委員會的記錄，調查有關虐待兒童的指控。這是針對比利時神職人員所犯的涉嫌兒童性虐待的數百起訴訟調查的一部分。在擔任布魯日主教的羅傑·萬赫魯維（Roger Vangheluwe）在承認自己犯有性騷擾罪後於2009年辭職後，聲稱出現了這一說法。梵蒂岡抗議這項調查行為。2010年9月，上訴法院裁定調查行為是非法的。

#### 法國
里昂總主教斐理伯·巴爾巴蘭 （Philippe Barbarin）樞機因在2019年的漏報一名神父性侵兒童判決有罪。之後他打算辭去里昂總教區總主教的職務。

#### 德國
2010年，德國柏林一所耶穌會寄宿學校，有300名學童受到虐待或性侵犯。
2018年9月，德國天主教會的一份報告發現，1946年至2014年期間，德國有3,677名兒童，大多數是13歲或以下的兒童，受到天主教神職人員的性虐待。

#### 梵蒂岡
2019年3月13日，有天主教教廷「第三號人物」之稱、梵蒂岡經濟秘書處前處長佩爾樞機（George Pell），因多年前性侵唱詩班兩名兒童罪名判刑六年，成為天主教會內被判性侵兒童罪成的最高級神職人員。但上訴後被推翻。

#### 愛爾蘭

##### 共和國
在愛爾蘭共和國，從20世紀90年代開始，有一系列刑事案件和政府調查涉及過去幾十年神父濫用數百名未成年人的指控。國家命令的調查記錄了“成千上萬的20世紀40年代到90年代的兒童”遭受虐待，包括三個教區的神父，修女和教堂工作人員的性侵害。

##### 北愛爾蘭
在北愛爾蘭（英國一部份），在北愛爾蘭歷史信欽調查將於2014年一月開始其在英國的法律歷史上最大的調查性虐待和身體1922年至1995年期間，負責兒童的某些機構（包括非天主教徒）濫用職權。德拉薩爾兄弟和拿撒勒姐妹在調查初期就承認在北愛爾蘭的機構中對兒童進行身體虐待和性虐待。他們控制了，並向受害者道歉。

#### 挪威
後由挪威媒體爆料Adresseavisen，天主教會在挪威和梵蒂岡在2010年承認，喬治·米勒曾在2009年7月從特隆赫姆的主教，他從1997年擔任的職位辭職是因為他的祭壇時被發現性侵男童，二十年前。梵蒂岡引用了《天主教法典》第401/2條，但按照慣例沒有提供任何細節。當時挪威天主教會了解到這一事件，但沒有通報當局。事件發生後不久，該國法律不允許對Müller進行刑事起訴。

#### 波蘭
2013年期間，這個天主教國家的公眾開始擔心教會內部發生的兒童性虐待醜聞，其中一些涉及修道院，以及教會的反應不佳。教會拒絕向受害者支付賠償金的要求。

### 北美洲案例

#### 加拿大
在20世紀80年代後期，有人指控基督教兄弟成員在紐芬蘭聖約翰斯經營的卡舍爾孤兒院進行身體虐待和性虐待。政府，警察和教會串通以試圖掩蓋這些指控，但在1989年12月他們在聖約翰的星期日快報中報導。最終，超過300名前學生提出了在孤兒院遭受身體虐待和性虐待的指控。面對眾多尋求損害賠償的民事訴訟，管理孤兒院的宗教團體申請破產。自卡西爾山醜聞以來，加拿大各地的一些神父指控性侵犯。
2006年8月，安大略省貝爾河的嘉祿·亨利·西爾維斯特（Charles Henry Sylvestre）神父在1952年至1989年間對47名女性的侵害進行了認罪，受害者年齡介於9至14歲之間。西爾維斯特於2006年10月被判刑三年，並在監禁三個月後於2007年1月22日去世。

#### 美國
在美國，本事件是許多醜聞和隨後的改革的焦點，  BishopAccountability.org，一個由天主教徒建立的“在線檔案”，報導說已經有3000多起針對教會的民事訴訟，其中一些案件導致與許多索賠人達成數百萬美元的和解。1998年，達拉斯教區向一名神父的12名受害者支付了3090萬美元（現在為4750萬美元）。從2003年到2009年，其他9個主要定居點涉及375個案件，涉及1551個索賠人/受害者，導致支付超過11億美元。美聯社估計1950年至2007年的性虐待案件的和解總額超過20億美元。

2019年2月，狄鐸·埃德加·麥卡里克被褫夺圣职，成为首位性丑闻被褫夺圣职者中职阶最高者。距離上次類似案件做出懲處已經16世紀天主教「特利騰大公會議」的事了。
教會性侵事件的成因被許多報告的性虐待行為涉及撫弄或未指明的性侵行為。有人指控強迫口交和性行為。報告的指控中有26.6％未報告有關性侵性質的詳細信息。27.3％的指控涉及神父對受害者進行口交。25.1％的指控涉及陰莖穿透或企圖穿透。
雖然據報導每年都有針對未成年人的性虐待行為，但報告的濫用事件在1960年代和1970年代增加了幾個數量級。例如，在1950年代和1970年代之間報告的11至17歲男性虐待行為的數量增加了六倍多。在20世紀70年代達到頂峰之後，報告中的事件數量在20世紀80年代和90年代下降，甚至比20世紀60年代和70年代的發生率增加更為明顯。
認為是“對神父進行不良篩选和培訓”。根據“新聞週刊”的一篇文章，天主教神父的性侵害比率並不高於美國一般男性人口的性侵害比率。

##### 傑伊報告
在美國，約翰傑伊刑事司法學院委託並由美國天主教主教會議（USCCB）資助的2004年約翰傑伊報告是基於美國天主教教區完成的志願者調查。2004年約翰傑伊報告的基礎是對1950年至2002年期間被指控對未成年人進行性侵害的4,392名神父的10,667起指控的研究。

#### 多明尼加
波蘭公民若瑟·韋索沃夫斯基曾是一名教廷大使，於2014年被指控在擔任梵蒂岡駐聖多明各大使的五年間，性侵未成年人。梵蒂岡拒絕解除他的外交豁免權並允許他在聖多明各接受審判，但提出了與他虐待未成年人有關的刑事指控並準備審判他。然而，2015年7月，由於韋索沃夫斯基身體不好，審判被推遲，他於2015年8月27日去世，然後才開始審判。

#### 宏都拉斯
2018年，教宗方濟各在性侵害案和金錢醜聞曝光後，接受了馬拉迪亞加樞機的親密助手若望·若瑟·皮內達主教的辭職。

### 亞洲地區案例

#### 香港
香港天主教會性侵兒童醜聞（2002年）

#### 印度
2002年，Mathew N. Schmalz指出，印度天主教會的性虐待案件一般不會公開談論，稱“你會有八卦和謠言，但它從未達到正式指控或爭議的程度。” 
在2014年，拉朱Kokkan，聖保祿堂的Thaikkattussery神父，特里蘇爾，喀拉拉邦，是在強姦一個九歲大的女孩的罪名逮捕。根據喀拉拉邦警方的說法，Kokkan在幾個不同的場合強奸了孩子，其中包括4月份在辦公室至少三次。Kokkan承諾在對她進行性侵犯之前，為她的聖餐儀式贈送孩子昂貴的外衣。在受害人告知她的父母她於2014年4月25日被Kokkan強姦後，虐待被揭露。神父隨後逃往鄰近泰米爾納德邦的Nagercoil，於5月5日被警察逮捕。逮捕後，德里久爾總教區表示神父已從教堂內的位置移除。2014年2月至4月期間，其他三名天主教神父在喀拉拉邦被捕，罪名是強姦未成年人。
2016年，天主教會在泰米爾納德邦的烏塔卡蒙德教區重新任命一名被定罪和監禁的神父，很少考慮受害者權利和兒童的安全。
在公眾強烈抗議後，2018年，主教Franco Mulakkal於9月21日被喀拉拉邦警方逮捕。梵蒂岡才“暫時”解除了他的牧養責任。抱怨佛朗哥主教的修女曾向警方提及他在2014年至2016年期間多次與她發生過不自然的性行為。

#### 日本
在從眾而和諧的日本，受害人往往被迫選擇沉默。教宗方濟各2019年11月訪問日本時，有受害人舉牌示威，希望國內教會的性侵事件受到認真看待，其中一人在當時受訪，直言「我希望取回尊嚴，自覺要採取行動」。

### 南美洲案例

#### 智利
2018年，教宗方濟各就會見了智利主教若望·巴羅斯。在他訪問智利與主教會面之前，有關於費爾南多·卡拉迪瑪神父的嚴重性虐待指控。巴羅斯被指控掩蓋了卡拉迪瑪的幾起性犯罪行為。

### 其他地區案例

#### 梵蒂岡
2019年3月13日，有天主教教廷「第三號人物」之稱、梵蒂岡經濟秘書處前處長佩爾樞機（George Pell），因多年前性侵唱詩班兩名兒童罪名判刑六年，成為天主教會內被判性侵兒童罪成的最高級神職人員。但上訴後被推翻。

## 诉讼及影响
在美聯社估計的性虐待案件從1950年至2007年的影像總計超過20億美元。  BishopAccountability在2012年使這一數字超過30億美元。

### 美國
BishopAccountability.org，一個由天主教徒建立的“在線檔案館”報導，在美國有超過3,000起針對教會的“民事訴訟”，其中一些案件導致與許多索賠人達成數百萬美元的和解。
大多數性侵害案件都受到每個州的法律管理。

### 爱尔兰政府的反應
在1999年5月11日愛爾蘭議會發表的講話中，伯蒂·埃亨宣布了一項全面的計劃，以應對該國天主教會兒童保育機構的虐待醜聞。埃亨的講話包括對那些在這些機構照顧期間遭受過肉體和性虐待的人的第一次正式道歉。Taoiseach要求虐待受害者寬恕，並說：「政府代表國家和國家所有公民，希望對我們集體未能干預的童年虐待受害者作出真誠的，早該逾期的道歉，發現他們的痛苦，來救他們。」
為了回應媒體關於愛爾蘭政府機構濫用宗教信仰的報導引起的憤怒，愛爾蘭政府委託進行了一項為期九年的研究。2009年5月20日，該委員會發布了長達2600頁的報告，該報告借鑒了來自250多個機構的數千名前居民和官員的證詞。該委員會發現，在六十年的時間裡，有成千上萬的關於不分男女的兒童身體虐待的指控。在同一時期，大約370名前兒童居民聲稱他們遭受了宗教人士和其他人的各種形式的性虐待。該報告顯示，政府官員未能發現並阻止這些性侵害的行為。該報告將性騷擾描述為一些教會經營的工業學校和男性孤兒院的“地方病”。
在英國廣播公司電視紀錄片“起訴教宗”的播出之後，愛爾蘭政府發起了一項關於愛爾蘭文職性虐待指控的官方調查，其中突出了最臭名昭著的神職人員之一SeánFuneune的案件。該案件發生於羅馬天主教弗恩斯教區。  調查結果在2005年出版了“Ferns報告”。
針對Ferns報告，愛爾蘭總理布萊恩考恩表示，他對虐待兒童的程度、時間長度和殘忍“感到羞恥”，因政府未能干預地方性虐待和學校嚴重毆打而向受害者道歉。 20世紀的大部分時間。考恩還承諾根據調查虐待兒童委員會報告的建議改革愛爾蘭的兒童社會服務。愛爾蘭總統瑪麗麥卡利斯和考恩進一步提出動議，開始對愛爾蘭的羅馬天主教宗教團體成員進行刑事調查。
2009年11月，調查虐待兒童委員會報告了調查結果，其結論是：
「至少在20世紀90年代中期之前，都柏林總教區處理兒童性虐待案件的前職業是維護秘密、避免醜聞、保護教會的聲譽以及保護其資產。所有其他考慮因素，包括兒童的福利和受害者的正義，都從屬於這些優先事項。總教區沒有執行自己的教規法規，並儘力避免適用國家法律。」
2009年，墨菲報告是愛爾蘭政府對都柏林總教區性虐待醜聞進行的為期三年的公開調查的結果，該調查是在瑞安報告報告幾個月後發布的。墨菲的報告指出，“委員會毫不懷疑，都柏林總主教管區和其他教會當局掩蓋了文職兒童性虐待”。它發現，“ 天主教會的結構和規則“此外，該報告斷言，”國家當局通過不履行責任來確保法律適用於所有人並允許教會機構超出正常範圍，從而促進了掩蓋。執法進程。“該報告批評了四位總主教 - 1973年去世的John Charles McQuaid，1984年去世的Dermot Ryan，1987年去世的Kevin McNamara，以及退休的Desmond Connell樞機--未向法律當局提供關於性侵者的指控和信息。

## 天主教会回應
天主教會對性虐待案件的反應可以從三個層面來看：教區級別，主教會議級別和梵蒂岡。對醜聞的回應平行進行而且應對不力，隨著問題的嚴重性變得越來越明顯，越高級別越來越多地參與其中。在大多數情況下，對教區性虐待指控的回應由當地主教或總主教管轄。2023年3月，天主教學術界出版一本論文集 "Doing Theology and Theological Ethics in the Face of the Abuse Crisis"，論文集中的二十二篇文章從眾多面向切入，相當程度反映了天主教內部近年對此一困難議題的學術性回應。

### 教區
根據約翰傑伊報告，在10年內的事件，有四分之一的美國兒童性侵害指控。10至30年內一半，30年以上25%。 該報告指出：美國RCC等級制度未能抓住問題的嚴重性：過分強調避免醜聞的必要性、使用不合格的治療中心將神職人員移除進行康復，這是一種誤入歧途的意願主教們將性行為不當視為道德失敗而不是將其視為犯罪，在重新分配神父時允許重新犯罪，以及對不採取行動的層級責任不足。

### 主教
2002年6月，美國天主教主教團制定了“保護兒童和青少年憲章”，這是一套全面的程序，用於解決天主教神職人員對未成年人性侵害的指控。該章程包括和解、治療、問責、報告和預防未來虐待行為的準則。

### 梵蒂岡
《國家天主教記者報》高級記者小約翰·L·艾倫評論說，許多美國天主教徒認為梵蒂岡對《波士頓環球報》的初步沉默顯示出對該問題缺乏關注或意識。然而，艾倫說，他並不認識羅馬庫里亞的任何人，“ 至少從” 環球報“和”其他地方“中得到的啟示，或者誰會捍衛”紅衣主教法對波士頓案件的處理“或”相當令人震驚的缺乏監督，揭示了自己“雖然”他們可能會對他應該發生的事情進行不同的分析“。艾倫將梵蒂岡的觀點描述為對媒體處理此醜聞持懷疑態度。此外，他斷言梵蒂岡認為美國文化對性的態度有點歇斯底里，並且表現出對天主教會缺乏了解。

## 对教会回應的批评
雖然美國的教會聲稱已經解決了這個問題，但有些人不同意。《衛報》的馬克·霍尼斯鮑姆在2006年寫道，“儘管國家評審委員會自己估計在美國已經有大約5000名虐待神父，但到目前為止只有150人被起訴。” 一些對教會的批評者，如帕特里克·沃爾，將這歸因於教會缺乏合作。保羅萊克蘭聲稱教會領導者濫
用職權的過程經常不顧自己的問責制和犯罪者的責任。

### 未能防止性侵害事件擴大
|                               | 我們很容易想到，當我們談論兒童強姦和虐待的危機時，我們正在談論過去 - 天主教會讓我們相信教會歷史上這個最悲慘的時代已經結束。它不是。它活在今天。戀童癖者仍是神父。現在正在發生他們的罪行掩蓋，主教在許多情況下繼續拒絕將信息轉交給刑事司法系統。案件停滯不前，無法前進，因為教會有這樣的權力阻止他們。兒童仍然受到傷害，受害者無法癒合。 |

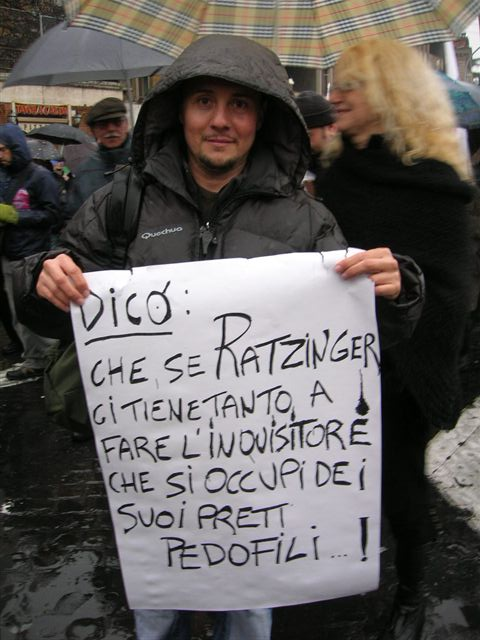
2007年羅馬，3月由Facciamo Breccia組織，反對意大利政治中天主教會的干涉。標語牌上寫道：如果拉辛格真的想扮演調查員那麼多，他為什麼不和他的戀童癖神父打交道呢？

| ——Abuse victim, Mary Dispenza | |

Mary Dispenza進一步指出，過去發生了針對兒童的犯罪行為，現在將繼續發生，並且將來會繼續發生，除非教宗方濟各和主教採取果斷行動，確保兒童安全優先於保護神父和天主教會的形象。

## 联合国的反應
联合国儿童权利委员会在2014年发表的一份报告声称，教宗和天主教会做得还不够，并且他们保护的只是自己的声誉而不是保护儿童。 委员会小组希望所有已知或可以的儿童骚扰者都会被撤除；所有有关施虐者及掩盖虐待罪行者的档案都被公开；并且向执法机关报告虐待案以使施虐者可以被调查和起诉。该小组的联合声明称：
委员会严重关切圣座尚未公开承认所犯罪行之严重程度，也尚未采取任何必要措施处理儿童性虐待案件和保护儿童，并且其所推行之政策与做法导致了受害者继续遭受虐待而犯罪者缺逍遥法外。
在绝罚的胁迫下，所有神职人员被迫遵守沉默守则，因此几乎没有向案发国家的执法当局报告儿童性虐待案件。
委员会主席科尔斯顿·桑德伯格列举了一些他们所调查的主要结论，恋童癖神父被调往其他教区或国家的时候并没有通知当地警方；梵蒂冈从不要求神父向警方报告虐待行为，并且已知的虐待者仍然可以接触到儿童。神父虐待幸存者网络的芭芭拉·布莱恩说道：
这份报告为世界各地成千上万受神职人员性虐待的受害者带来了希望。现在由世俗官员跟随联合国的领导并介入以保护弱势群体；因为天主教官员要么无能为力，要么不愿意这么做。
联合国的这份报告在某些长期争议的特定领域再度引发讨论，这包括主教的隐私并且梵蒂冈发表声明否认他们在教会法中所承担的责任。英国作家兼天主教社会活动家保罗·瓦利写道，他认为联合国的报告受到委员会的影响远远超过儿童虐待问题，例如：避孕；不过他也觉得这份报告在涉及是否向警方举报虐待事件等问题确实带给梵蒂冈重大的压力。

## 媒体报道
媒体关于天主教会性虐待案的报道是围绕这些恋童癖神父丑闻的学术文献的重要方面。2002年，美国天主教神父普遍存在性虐待的发现得到了媒体的广泛报道。在头100天里，《纽约时报》有225篇关于这方面的新闻和评论，其中有26篇新闻登上了头版。 评论员汤姆·霍普思（Tom Hoopes）写道：
在2002年的上半年，加利福尼亚州的61家最大的报纸刊登了近2,000篇有关天主教会性虐待案的报道，其中大多数涉及过去的指控。而与此同时，这些报纸只刊登了四篇有关联邦政府发现某些公立学校涉及更大规模的持续虐待丑闻的报道。
圣公会作家菲利普·詹金斯（Philip Jenkins）支持其中许多论点，并指出媒体有关虐待事件的报道已经成为“一场反天主教言论的盛宴”。
美国记者兼新闻学教授沃尔特·罗宾逊领导了《波士顿环球报》2007年针对天主教性虐待案的调查报道，该报道获得了普利策奖公共服务奖。罗宾逊教授也是同年普利策奖调查报道奖最终入围人选之一。
在爱尔兰，电视新闻也同样成为公众了解神父虐待儿童事件普遍存在的重要渠道。
根据《华尔街日报》与NBC新闻的联合调查报告显示，64%的受访者认为天主教神父“经常”虐待儿童，尽管根本没有任何数据可以支持这一说法。

### BBC纪录片
2006年，英国广播公司制作的纪录片《性犯罪与梵蒂冈》中包含了有关发生在天主教会的性虐待案件要发给梵蒂冈而不是案发地的世俗行政当局。“一项名为《诱引之罪》的秘密宗教法令……要求涉案的儿童受害者、被指控的神父以及所有证人必须立下最严格的保密誓约。打破誓言意味着来自天主教会的驱逐——绝罚。” 这部纪录片也引用了2005年的《弗恩斯报告》，“一种针对丑闻的保密和恐惧文化导致神父们将天主教会的利益置于儿童安全之前”。
教会法律师汤姆斯·多伊尔（Thomas Doyle），他曾作为纪录片所呈现图像的证人而出现在片中，后来撰写了有关1962年《诱引之罪》和2001年《关于更严重罪行》，以及针对教会性虐待指控的正式调查。他在调查报告里写道，“没有理由认为罗马天主教廷所设想的这一程序可以替代任何世俗法律，无论是民事的或刑事的。让我们感到遗憾的是他们很不幸地做了那些事情，正如纪录片所证明的那样，那两份文件意图阴谋隐瞒性虐待神父的罪行并且组织神职人员向世俗执法当局披露性犯罪证据。” 但是两年后的2008年，多伊尔谈到有关天主教会的改革就好像“跋涉穿过那个恰似充满有毒废料的沼泽”。
教会不愿意向民政当局提供己方有关指控的调查。在英国广播公司的纪录片里，开始针对菲尼克斯教区进行调查的地方检察官里克·罗姆表示，“我在调查过程中所看到的那些保密措施在我的地方检察官生涯里是闻所未闻的……从教会那里获取任何讯息都是如此困难。”他从天主教当局那里获取了有关性虐待案的定罪证据及记录的存档，这是法律所无法传唤的。“教会没有承认如此严重的罪行；更为重要的是他们不是采取被动的方式，而是采取公开阻扰的方式；他们不允许当局试图阻止教会内部的虐待。他们的所作所为都是与我们作对。”

## 原因争议
关于天主教会性虐待事件的原因有诸多争议。

### 未把案件揭發
教會當局經常被指控掩蓋性虐待案件。正如在不同國家的部分中所討論的那樣，在許多情況下，教會當局發現的屬於犯罪行為的神職人員不會向警察等民政部門報告。它們通常只是從一個教區移到另一個教區，通常不會向目的地的當局或會眾發出任何警告。雖然冒犯神職人員可能會採取行動，例如踢出教會，但這很少見；直到最近，教會的意圖一直是不惜一切代價避免宣傳和醜聞。
在某些情況下，罪犯可以在苦行聖事法典下向一名牧師承認自己的過錯。教會的教規法無條件禁止教士聽到這樣的供詞，不得向任何人，包括教會和民政部門，即“供詞的印章”，披露供詞的存在或內容。整個天主教會都非常認真地履行這一義務；例如，澳大利亞所有在職大主教都告訴澳大利亞皇家委員會對兒童性虐待的機構回應，他們不會向警察舉報，該同事承認自己承認兒童強姦。

### 神学院教育缺失
在2004年由美国天主教主教会议委托编写的《约翰·杰报告》指出，“这个问题的很大程度是由于神学院的培训不足以及对1940年代到1950年代所任命的男性在情感支持上的缺失。” 而一份由国家评议理事会发出的报告则表示《约翰·杰报告》指出了神学院的两个主要缺陷：未能充分筛选候选人；以及未能适当地“培训”这些候选人以应对将来的独身生活。这些主题被文森特·米勒斯（Vincent J. Miles）最新的回忆录所采用， 该回忆录回顾了他于1960年代在一座小型神学院的第一手资料并结合了性虐待行为的科学文献。米勒斯确定神学院的生活会导致这些准神父在未来倾向于参与到性虐待行为中来。

### 心理学研究滞后
一些神父和心理学家断言，现今主流心理病学研究表明人们可以通过心理咨询治愈这种行为。 长期从事虐待问题咨询并被认为是神职人员虐待问题专家的心理学专家托马斯·普兰特说：“绝大多数关于未成年人性虐待的研究直到1980年代才出现。因此在当时处理这些涉案神父时，让他们重返神职似乎是合理的。但是事后来看，这无疑是一个悲剧性的错误。”
天主教会在华盛顿特区的代理律师兼国家评议理事会研究委员会负责人的罗伯特·本尼特则认为“对心理医师的过分信任”是导致天主教性虐待案件的关键原因之一。 事实上，40%的涉及性虐案件的神父在重新分配教区之前都接受过心理医师的咨询。

### 年龄偏好的差异
在《性成瘾与强迫：预防及治疗杂志》上，辛伯里克（Cimbolic）与卡特（Cartor）在2006年指出，由于在神父性虐待案中，后青春期未成年人受害者占据着较大的比例，因此需要研究恋童癖（对通常小于13岁的前青少年期的儿童有强烈的性吸引力）和恋青少年癖（对通常处于15岁到19岁的青春期中晚期的青少年有强烈的性吸引力）罪犯之间的差异变量。
卡特、辛伯里克和塔隆（Tallon）在2008年发现在《约翰·杰报告》中的涉案神父里，6%是恋童癖，32%是恋青少年癖，15%仅针对11岁到12岁儿童（包括男女），20%是完全不加选择，27%是相对不加选择。 他们还发现了恋童癖神父与恋青少年癖神父之间存在着明显的差异。同时他们还报告说可能还存在“另一组罪犯，虽然他们对受害者是不加选择并代表更加复杂的群体，但是他们的确是一种独特的犯罪类别。”他们建议对这些罪犯进行进一步研究，“以确定属于他们的独特变量”，并且将他们与恋童癖、恋青少年癖进行区分。“以便改进对罪犯和受害者的身份确定及待遇”。
《约翰·杰报告》中提到的受害者都是未成年人。但如果是用“前青少年期”这样一个非标准的定义，那么《约翰·杰学院原因和背景研究报告》中只有一小部分犯罪神父属于所谓“真正的恋童癖”。 如果年龄在10岁或以下，那么就可以归类到前青少年期；但是按照美国精神医学学会发布的现行有关“前青少年期”的年龄段定义则是“通常为13岁或更年幼”。最近的一本书中提及归类到前青少年期的受害者比例高达54%，估计是采用美国精神医学学会颁布的现行标准；而《原因和背景研究》公布的比例则只有18%。因此在这本书中，有更多的虐童神父被列为“恋童癖者”。 这本书同样还提到了《精神疾病诊断与统计手册（第五版）》中对“恋童癖障碍”的新定义，称这个改变将使更多的受害者沦为和那些公认性心理障碍一样的类别。

#### 教宗方济各的声明
2014年7月，教宗方济各在接受采访的时候提到，天主教会中约有8,000名神职人员（占总人数的2%），甚至包括主教和枢机，是恋童癖。但是梵蒂冈方面宣称这次采访没有任何录音记录或笔记，并且采访中所引述的内容有故意误导读者的嫌疑。他们表示教宗方济各并没有表示还有任何犯下虐待罪行的枢机主教还在留任。

### 同性恋与性虐待
根据《约翰·杰报告》，美国80.9%的虐待受害者是男性；但是根据托马斯·普兰特博士（Dr. Thomas Plante）的研究显示，这个数据的比例可能高达90%。 许多书籍，例如《鸡奸仪式：同性恋与罗马天主教会（The Rite of Sodomy: Homosexuality and the Roman Catholic Church）》，都认为很多同性恋神父将与未成年人的性关系视为祭坛侍童或其他未成年男性的“通过仪式”。 全美天主教联盟主席比尔·多诺修认为教会的恋童癖问题其实是一场“同性恋危机”， 有些人斥责同性恋与虐待男童缺乏关联性的说法是毫无根据的。 在美国，科泽斯神父引述道，全美的神父中大约有23%到58%是同性恋者，其中年轻神父的比例较高。 另一方面，根据对恋童癖的研究表明，绝大部分的虐童者都声称自己是异性恋者； 《约翰·杰学院原因和背景研究报告》发现没有统计数据能够支持同性恋者与性虐未成年人有必然联系。 另据《纽约时报》的报道，“随着越来越多的同性恋神父开始为教会服务，虐待行为的发生几率反而降低了。”

### 独身制度的争议
关于天主教会的独身制度与教会神职人员虐待儿童的发生率之间是否存在联系或关联，主流意见似乎还充满了各种争议。
2005年，一篇发表在爱尔兰保守派周刊《西方人民》的文章中提出，神职人员的独身生活通过暗示独身制度创造一种“道德优越”地位，从而容易被那些参与性虐待的神父所误用，进而导致了性虐待问题。“爱尔兰教会的恢复前景几乎为零，只要教会里的主教们还盲目相信梵蒂冈教宗本笃十六世所营造的‘男性独身神职人员在道德上要比社会其他阶层优越’的理论。” 枢机主教克里斯托弗·施波恩和神学家汉斯·昆也表示，神父的独身制度可能是天主教会内性虐待案件的原因之一。
美国国家失踪与受虐儿童援助中心的主席厄尼·艾伦（Ernie Allen）表示，“我们并不认为天主教会是这种事情的温床，也不认为它比其他人有更大的问题。我可以毫不犹豫地告诉你，我们在其他很多宗教场合也看到了同样的虐待案件，从云游传道者（Traveling Evangelist）到主流神父，甚至是拉比或其他人。” 一位从天主教会转为圣公会较长时间的信众菲利普·詹金斯声称他“对过去20年案件的研究表明，没有任何证据表明天主教徒或独身神职人员会比其他宗教的神职人员乃至普罗大众更有可能参与不端行为或虐待。不过，可能媒体会将这些事情视为‘独身危机’，但是这项指控并不受支持。”

### 男性文化的泛滥
意大利学者卢瑟达·斯卡拉菲亚（Lucetta Scaraffia）在《罗马观察报》上写道，梵蒂冈让更多女性存在的话，可以有效地防止神职人员性虐待案的发生。 但是这一观点受到了部分学者的反对和严厉批评，他们认为这个观点否认了教会性虐待案或恋童案中修女的参与或所起的作用。1986年，斯坦福大学的历史学者在收集和查阅了涉及意大利韦拉诺（Vellano）修女在1619年至1624年被调查的档案文件，发现它们秘密剥削文盲修女许多年。 1998年，一项全美范围的宗教调查显示，有大量的修女报告了其他修女性虐待儿童的受害情况。还有人进一步指出，大多数修女性虐待案的受害者与修女属于同一性别。 2002年，马克汉姆检查了修女的性史，发现了几例修女性虐儿童的案例。

### 神父短缺
有人認為，神父短缺導致天主教的等級制度以這樣的方式行事，以保留神職人員的數量，並確保有足夠的人數為他們的會眾服務，儘管有嚴重的指控說這些神父中的一些人不適合執勤。其他人不同意並斷言教會等級制度對性虐待案件的處理不當僅僅反映了他們當時對神職人員進行任何非法或不道德行為的態度。

### 社会道德沦丧
在《勇氣是天主教徒：危機、改革和教會的未來》作者喬治·威格爾聲稱，這是不忠正統天主教教學，神父、修女、主教、神學家、傳道的“異見文化”、“教會官僚和活動家”、“認為教會提出的真實內容實際上是假的”，主要是由於他們的神父對教區居民兒童的性虐待。已退休的華盛頓總主教狄鐸·埃德加·麥卡里克後來由於不當性行為而被褫奪聖職，將20世紀後期的道德淪喪歸咎於神父大量對兒童性騷擾的原因之一。

## 質疑問題被誇大

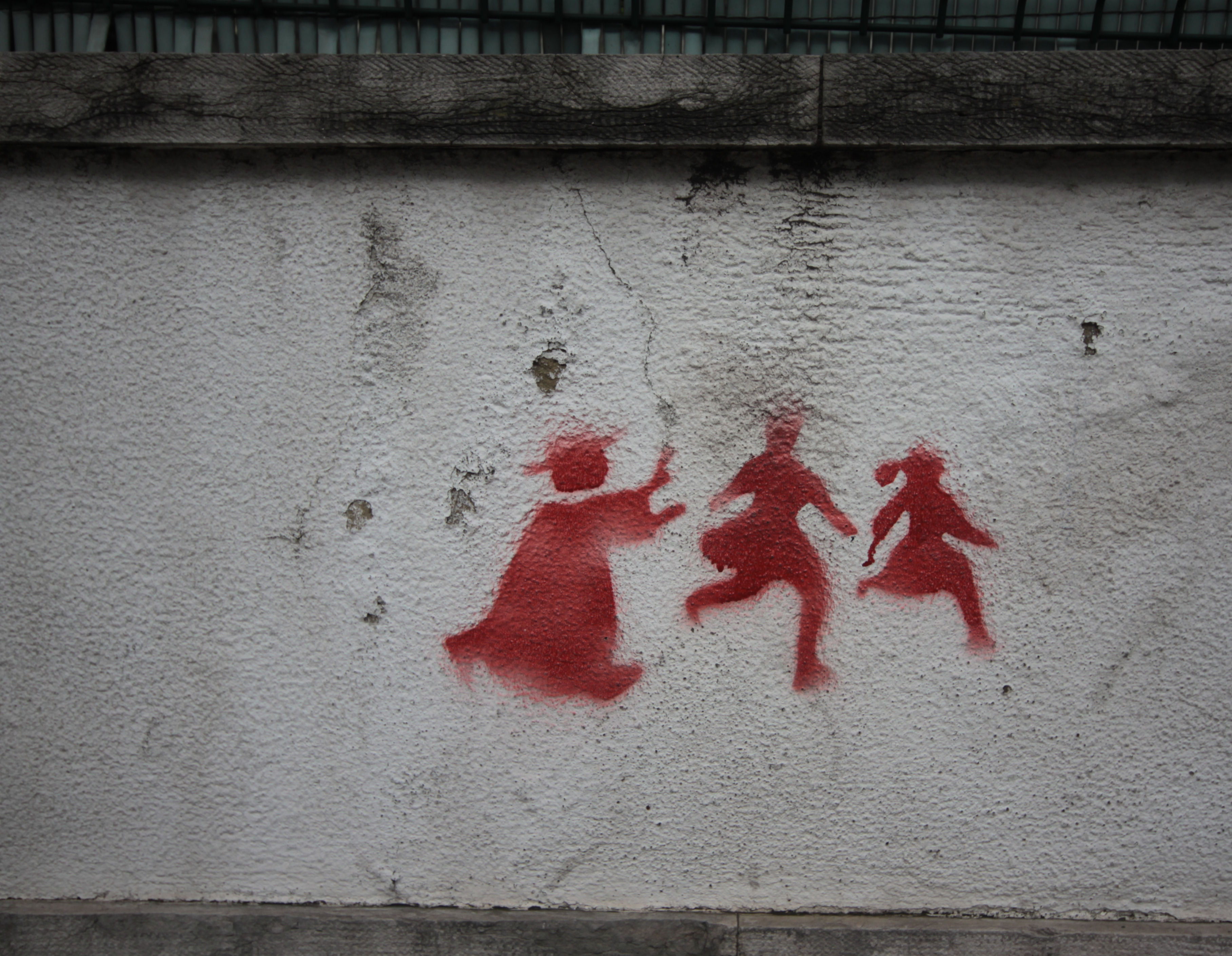
2011年葡萄牙塗鴉描繪了一位追逐兩位孩童的神父。

賓夕法尼亞州立大學宗教與歷史系教授菲利普·詹金斯質疑神父中性虐待案件次數增加的論點，稱被指控猥褻未成年人的神父百分比只有1.8％，其中大部分不是只有戀童癖而已。 霍夫斯特拉大學研究員Charol Shakeshaft是一份關於學校性犯罪的報告的作者。正如她所說，學校的性暴力問題比教會嚴重得多。認為學校學生遭性侵害可能性，可能是神父虐待的100多倍。也有一些研究指出，天主教會的神父也許並不會比凡夫俗子更有可能實施性虐待。
認為天主教會有問題嗎？（......）學校對學生的身體性虐待可能是神父虐待的100多倍。（Think the Catholic Church has a problem? (...) The physical sexual abuse of students in schools is likely more than 100 times the abuse by priests.）——Charol Shakeshaft
根據該報告，來自加利福尼亞的多達422,000名學生將來會成為性暴力的受害者。基督教部資源部（CMR）在2002年發表的一份報告指出，與民意相反，新教徒會眾中有更多關於戀童癖的指控而不是天主教會，並且性暴力最常由志工而不是教會主要人員犯下。
在這兩種系統中，涉嫌性侵者都處於信任、欽佩和權威的位置。

## 流行文化
许多流行文化所展现的就是针对儿童性虐待案件。有些作品甚至是以第一人称视角来展现甚至自己就是受害者，例如2006年由科姆·奥科曼执导的纪录片《性犯罪与梵蒂冈》就是讲述导演本人在14岁时被爱尔兰韦克斯福德郡天主教弗恩斯教区的神父所强奸。

### 出版物
已经有不少书籍是关于神父或修女进行性虐待的内容，例如：安德鲁·马登（Andrew Madden）所著的《祭坛男孩：一个关于遭受虐待后生活的故事（Altar Boy: A Story of Life After Abuse）》；卡罗琳·利曼（Carolyn Lehman）所著的《内心强大：从性虐待中恢复的感觉（Strong at the Heart: How it Feels to Heal from Sexual Abuse）》；拉里·凯利（Larry Kelly）所著讲述处理爱尔兰林森德鸽巢结核病疗养院（Pigeon House TB Sanatorium）虐待案的《鸽巢（The Pigeon House）》和凯西·奥贝恩（Kathy O'Beirne）所著的详细讲述爱尔兰抹大拉庇护所内有关身体虐待和性虐待内容的畅销书《凯西的故事（Kathy's Story）》。不过艾德·威斯特（Ed West）在《每日电讯报》刊文称，根据赫曼·凯利所著的《凯西的真实故事（Kathy's Real Story）》，他断言凯西·奥贝恩的书“基本是杜撰的”。赫曼·凯利出生于英国北爱尔兰的德里的记者，他曾是《爱尔兰每日邮报》的编辑，同时也是一名爱尔兰天主教会的信徒。

### 电影和纪录片
1990年代后期，抹大拉庇护所开始引起公众关注，因为庇护所的一些前居住者有关她们在庇护所居住期间遭受到普遍虐待的说法已经引发民意汹汹。该事件在2002年被改编成一部颇具争议的电影《玛德莲堕落少女》。2006年，一部关于性虐待的纪录片《大急救》上映，该片主要聚焦在一位神父和他所犯下的作恶；同时也用部分篇幅揭露了一些教会神职人员掩盖了许多有关性虐待的投诉报告。
其他一些讲述天主教会内性虐待案的电影或记录片如下：
- 《审判（英语：Judgment (film)）》（1990年上映）
- 《圣文森的男孩们（英语：The Boys of St. Vincent）》（1992年上映）
- 《一级恐惧》（1996年上映）
- 《起诉教宗（英语：Suing the Pope）》（2002年上映）——科姆·奥科曼（英语：Colm O'Gorman）执导并于BBC播出的纪录片
- 《给坏小子的歌（英语：Song for a Raggy Boy）》（2003年上映）
- 《不良教育》（2004年上映）——佩德罗·阿尔莫多瓦尔执导
- 《信仰的扭曲（英语：Twist of Faith）》（2004年上映）——于HBO播出
- 《圣水门事件（英语：Holy Water-Gate）》（2004年上映）——纪录片
- 《我们的父（英语：Our Fathers (film)）》（2005年上映）——于Showtime电视网播出，根据戴维·弗朗斯（英语：David France (writer)）作品改编[176]
- 《大急救（英语：Deliver Us from Evil (2006 film)）》（2006年上映）——艾米·博格（英语：Amy J. Berg）执导；艾米·博格和弗兰克·东纳（英语：Frank Donner (film producer)）担任制片
- 《上帝之手（英语：Hand of God (film)）》（2006年上映）——为公共广播电视公司节目《前线追踪（英语：Frontline (U.S. TV program)）》所拍摄的纪录片[177]
- 《性犯罪与梵蒂冈（英语：Sex Crimes and the Vatican）》（2006年上映）——为英国广播公司节目《广角镜》所拍摄的纪录片，旨在揭示梵蒂冈如何利用《诱引之罪（英语：Crimen sollicitationis）》使性虐待神父以沉默应对指控[178]
- 《虐童疑云》（2008年上映）——根据舞台剧《怀疑：一则寓言（英语：Doubt: A Parable）》改编
- 《教宗知道什么》（2010年上映）——英国广播公司节目《广角镜》在2010年播出的某集内容
- 《最罪之恶：上帝殿堂里的沉默（英语：Mea Maxima Culpa: Silence in the House of God）》（2012年上映）——于HBO播出
- 《清道夫》（2013年上映）——Showtime电视网电视剧
- 《神父有难（英语：Calvary (2014 film)）》（2014年上映）——爱尔兰电视电影
- 《完美服从（Obediencia Perfecta）》（2014年西班牙上映）
- 《聚焦》（2015年上映）——《波士頓環球報》案件改編，湯姆·麥卡錫導演，獲得第88屆奧斯卡金像獎最佳影片獎及最佳原創劇本。
- 《守护者（英语：The Keepers）》（2017年上映）——网飞播出的美国纪录网络剧，根據波士頓環球報報導案件改編
- 《感謝上帝》（2019年）——法國和比利時的電影，法蘭索瓦·歐容導演。該部電影知名於直接點名肇事人物
- 《沒有一個告訴》（2019），托馬斯·塞基爾斯基的波蘭紀錄片。

相关影视作品及纪录片的日常更新可以查阅由新闻记者兼作家罗埃尔·维索尔伦所维护的“神职人员性虐待文献清单（Literature List Clergy Sexual Abuse）”。

### 音乐作品
2005年，美国新金属乐队林普巴茲提特发布了他们的迷你专辑《真的假不了》。他们在这张专辑里更加关注一些暗黑的抒情主题，例如：天主教会性虐待案件、恐怖主义和名望。澳大利亚喜剧演员兼歌手蒂姆·明钦也发表了诸如《教宗之歌》和《回家（佩尔枢机主教）》。

## 关联条目
- 杰弗里·李纳（英语：Jeffrey Lena）（在美国代表罗马天主教会利益的律师）

### 教会相关
| - 对教宗若望·保祿二世的批评 - 天主教会的同性恋神职者 - 宗座保護兒童委員會 | - 教宗秘密 - 英格兰本笃会信众性虐待丑闻 - 美德 |

### 反性虐待相关
- 英国全国防止虐待儿童协会（英语：National Society for the Prevention of Cruelty to Children）
- 教士性侵幸存者网络（英语：Survivors Network of those Abused by Priests）

### 相關案件
部分國家的案例
- 英國足球性侵醜聞，類似類型的性侵或性騷案件，因為教練權力而未能在當下接露。
- 吉米·薩維爾性侵醜聞（英语：Jimmy Savile sexual abuse scandal），去世一年後被揭發曾性侵多名未成年女性，其在世時因為其名聲而未被揭發，為英国广播公司性虐待案件（英语：BBC sexual abuse cases）重要的一部份
- 賓州州立大學性侵兒童醜聞，在美國類似案件，當時知名教練喬·帕特諾包庇助理教練性侵孩童。
- 羅瑟勒姆性侵案，與此類似的性侵案件，因為知道嫌疑人是少數族群，擔心被指責種族歧視而不願跟進調查

全世界範圍內的事件
- 集體性虐待事件列表

### 引用
1. ↑  US prelate McCarrick resigns from College of Cardinals （页面存档备份，存于） (AP)
2. 1 2  . USA Today. Associated Press. 2004-06-20  [2018-08-16]. （原始内容存档于2013-02-05）.
3. ↑  Stephens, Scott. . ABC Religion and Ethics. 2011-05-27  [2012-07-23]. （原始内容存档于2018-09-06）.
4. ↑  Lattin, Don. . San Francisco Chronicle. 1998-07-17  [2012-07-23]. （原始内容存档于2020-12-11）. Attorney Jeff Anderson said the Howard brothers were repeatedly molested between 1978 and 1991, from age 3 to 13.
Reverend Oliver O'Grady later confessed to the abuse of many other children. The documentary Deliver Us from Evil explored his story and the cover-up by Diocesan officials.
5. ↑  Bush R. & Wardell H.S. 1900, Stoke Industrial School, Nelson (Report of Royal Commission On, Together With Correspondence, Evidence and Appendix) Government Printer; Wellington, 8.
6. ↑  Bruni, Frank. . HarperCollins. 2002. ISBN 0060522321.
7. ↑  . USA Today. 2010-06-29  [2012-06-24]. （原始内容存档于2011-10-24）.
8. ↑  Meet George Pell, Australia's Newest Cardinal （页面存档备份，存于）; www.abc.net.au;  2003-10-21
9. ↑  Pope sends first e-mail apology （页面存档备份，存于）; http://news.bbc.co.uk （页面存档备份，存于）; 2001-11-23
10. ↑  Pope Deeply Sorry for Child Abuse （页面存档备份，存于）; www.abc.net.au; 2008-07-19
11. ↑  Pope's Apology: 'You have suffered grievously and I am truly sorry' （页面存档备份，存于）; The Telgraph; 2010-03-20
12. ↑  Butt, Riazat; Asthana, Anushka. . The Guardian (London). 2009-07-28  [2009-10-10]. （原始内容存档于2013-01-27）.
13. ↑  MOORE, Chris, "Betrayal of Trust: The Father Brendan Smyth Affair and the Catholic Church"; Marino 1995, ISBN 1-86023-027-X; the producer's book about the programme's content
14. 1 2  . Pew Research Center. 2010-06-11  [2010-09-15]. （原始内容存档于2013-05-28）.
15. 1 2  William Wan. . The Washington Post. 2010-06-11  [2010-09-15]. （原始内容存档于2012-03-27）.
16. ↑  Lewis, Aidan. . BBC News. 2010-05-04  [2015-06-16]. （原始内容存档于2021-02-06）.
17. 1 2 3 4 5 6 7  Paulson, Michael. . The Boston Globe. 2002-04-08  [2012-07-17]. （原始内容存档于2016-03-05）.
18. 1 2  . news.uk.msn.com.   [2014-09-14]. （原始内容存档于2013-11-10）.
19. ↑  Gibson, David. . The Washington Post. 2010-04-18  [2018-08-17]. （原始内容存档于2020-10-30）.
20. ↑  . catholiceducation.org.   [2014-09-14]. （原始内容存档于2002-08-03）.
21. ↑  McElwee, Joshua J. . National Catholic Reporter (Vatican City). 2018-09-12  [2019-02-24]. （原始内容存档于2019-05-03）.
22. ↑  .   [2020-01-31]. （原始内容存档于2021-02-06）.
23. ↑  .   [2020-01-31]. （原始内容存档于2021-02-04）.
24. ↑  . 神學倫理拾穗塗鴉.   [2023-11-10]. （原始内容存档于2023-11-10）.
25. ↑  . frauen-und-reformation.de.   [2014-10-25]. （原始内容存档于2016-03-31） （德语）.
26. ↑  Derek Wilson. . London: Hutchinson. 2007. ISBN 978-0-09-180001-7.;  This allegation was made in the pamphlet Warnunge D. Martini Luther/ An seine lieben Deudschen, Wittenberg, 1531.
27. 1 2  . The Christian Science Monitor. 2011-09-15  [2012-02-08]. （原始内容存档于2021-02-25）.
28. ↑  . BBC News. 1998-04-14  [2010-04-01]. （原始内容存档于2019-04-27）.
29. ↑  . Brokenrites.alphalink.com.au.   [2012-07-05]. （原始内容存档于2001-04-22）.[需要非第一手來源]
30. ↑  . BBC News. 2009-05-20  [2009-05-20]. （原始内容存档于2009-05-23）.
31. 1 2 3  Garrett, Paul Michael. "A 'Catastrophic, Inept, Self-Serving' Church? Re-examining Three Reports on Child Abuse in the Republic of Ireland," Journal of Progressive Human Services, Vol. 24, Issue 1 (2013):43–65
32. ↑  . BBC News. 2009-05-25  [2018-08-17]. （原始内容存档于2021-02-06）.
33. ↑  . legionariesofchrist.org.   [2014-09-14]. （原始内容存档于2010-04-08）.
34. ↑  . ncronline.org.   [2018-08-17]. （原始内容存档于2011-10-01）.
35. ↑  
 *. Digiguide.tv.   [2011-12-13]. （原始内容存档于2012-03-19）.
* Stanford, Peter. . The Guardian (London). 2011-06-19  [2018-08-17]. （原始内容存档于2021-02-23）.
 * Christmas Shopping. . Independent.ie. 2011-06-20  [2011-12-13]. （原始内容存档于2012-11-02）.
36. ↑  . BBC. 2011-06-21  [2011-12-13]. （原始内容存档于2021-02-24）.
37. ↑  
* . The Daily Telegraph (London). 2011-06-21  [2018-08-17]. （原始内容存档于2011-06-24）.
  - . Catholicherald.co.uk. 2011-06-22  [2011-12-13]. （原始内容存档于2018-07-05）.
  - Crace, John. . The Guardian (London). 2011-06-22  [2018-08-17]. （原始内容存档于2021-02-06）.
  - . Catholicherald.co.uk. 2011-06-20  [2011-12-13]. （原始内容存档于2018-08-17）.
  - . Entertainment.ukplurk.com. 2011-06-21  [2011-12-13]. （原始内容存档于2012-03-31）.
38. ↑  . BBC News. 2011-06-23  [2018-08-17]. （原始内容存档于2020-09-19）.
39. ↑  . BBC News. 2002-07-08  [2012-08-02]. （原始内容存档于2021-02-06）.
40. ↑  Gray, Mark M. "The Impact of Religious Switching and Secularization on the estimated size of the U.S. Adult Catholic Population". Article 49.4(2008)457–460.
41. ↑  Paulson, Michael. . The Boston Globe. 2002-04-08  [2009-07-28]. （原始内容存档于2016-03-04）.
42. ↑  McVeigh, Karen. . The Guardian (London). 2011-09-13  [2019-05-04]. （原始内容存档于2021-02-17）.
43. ↑  .   [2017-05-13]. （原始内容存档于2017-05-16）.
44. ↑  Jenkins, Philip. . First Thing. 1999  [2019-04-03]. （原始内容存档于2021-02-06）.
45. 1 2  Zoll, Rachel. . USA Today. 2009-03-31  [2012-06-29]. （原始内容存档于2012-07-05）.
46. ↑  Paul Kennedy. . Australian Broadcasting Corporation (ABC) News. 2017-06-30  [2017-06-30]. （原始内容存档于2021-06-10）.
47. ↑  Drape, Julian. . The Australian. AAP. 2012-11-13  [2012-11-13]. （原始内容存档于2013-05-23）.
48. ↑  . Catholic Communications, Sydney Archdiocese. 2012-11-16  [2012-11-20]. （原始内容存档于2012-11-18）.
49. ↑  Eoin Blackwell, 7 Percent Of All Catholic Priests Were Alleged Sex Abuse Perpetrators: Royal Commission （页面存档备份，存于）, Huffington Post, June 2, 2017
50. 1 2 3 4  Press, Australian Associated. . Theguardian.com. 2017-02-16  [2017-10-29]. （原始内容存档于2021-02-06）.
51. 1 2  . Abc.net.au. 2017-02-06  [2017-10-29]. （原始内容存档于2017-02-14）.
52. ↑  Neuman, Scott. . 2017-12-15  [2017-12-15]. （原始内容存档于2021-02-06）.
53. 1 2  FSpYRfP3Ez. . Royal Commission into Institutional Responses to Child Sexual Abuse. 2017-02-06  [2019-03-11]. （原始内容存档于2021-03-03）.
54. ↑  . www.aljazeera.com.   [2019-03-11]. （原始内容存档于2020-08-04）.
55. ↑  . Professional Standards Office. Australian Catholic Bishops Conference. 1996  [2012-03-30]. （原始内容存档于2011-07-22）.
56. ↑  Pope John Paul II. . Apostolic exhortation. Rome: Libreria Editrice Vaticana. 2001-11-22  [2012-03-30]. （原始内容存档于2012-04-23）.
57. ↑  Totaro, Paola; Gibson, Joel. . The Sydney Morning Herald. AAP. 2008-07-21  [2019-03-11]. （原始内容存档于2014-05-17）.
58. ↑  Archbishop Philip Wilson wins appeal to quash conviction of failing to report allegations of child sex abuse （页面存档备份，存于）; www.theherald.com.au; Dec 6, 2018
59. ↑  McCarthy, Joanne. . The Sydney Morning Herald. 2017-06-30  [2017-10-29]. （原始内容存档于2018-02-24）.
60. ↑  Younger, Emma. . ABC News. 2018-05-01  [2019-03-11]. （原始内容存档于2021-02-24）.
61. ↑  Vatican contrast on Pell, McCarrick driven by doubt about guilt （页面存档备份，存于）; Crux; Feb 27, 2019
62. ↑  Farhl, Paul. . The Washington Post. 2018-12-13  [2018-12-16]. （原始内容存档于2021-02-04）.
63. ↑  . ABC News (Australia). 2019-02-26  [2019-03-11]. （原始内容存档于2020-12-16）.
64. ↑  . ABC News. Australia. 2019-02-27  [2019-02-27]. （原始内容存档于2019-02-27）.
65. ↑  . BBC News. 2019-03-13  [2019-03-13]. （原始内容存档于2020-12-11）.
66. ↑  . Radio New Zealand. 2018-02-20  [2018-05-03]. （原始内容存档于2019-03-31） （英语）.
67. ↑  . betroffen.at.   [2019-03-11]. （原始内容存档于2021-02-24）.
68. ↑  Schwärzler, Philipp.  (PDF). 2010-11-24  [2010-11-27]. （原始内容存档 (PDF)于2021-02-25）.
69. ↑  Castle, Stephen. . The New York Times. 2010-06-25  [2019-03-11]. （原始内容存档于2020-10-18）.
70. ↑  . BBC News Online (BBC). 2010-06-25  [2010-07-05].
71. ↑  . BBC News Online (BBC). 2010-09-09  [2013-02-19]. （原始内容存档于2021-02-06）.
72. ↑  Povoledo, Elisabetta; Breeden, Aurelien. . New York Times. 2019-03-19  [2019-03-19]. （原始内容存档于2020-12-11）.
73. ↑  Mongaillar, Vincent.  [Withdrawal of Bishop Barbarin: his successor, Yves Baumgarten, was a tax collector]. Le Parisien. 2019-03-19  [2019-03-19]. （原始内容存档于2019-05-03） （法语）.
74. ↑  . Le Monde. 2019-03-19  [2019-03-19]. （原始内容存档于2021-02-06） （法语）.
75. ↑  . Catholic News Agency. 2019-03-07  [2019-03-07]. （原始内容存档于2021-01-17）.
76. 1 2 3  張孟仁. . The News Lens 關鍵評論網. 2019-04-27  [2020-08-15] （中文（臺灣））.
77. ↑  . Apple Daily 蘋果日報.   [2018-09-28]. （原始内容存档于2018-09-28）.
78. ↑  Kate Connolly. . The Guardian. 2018-09-25  [2018-09-25]. （原始内容存档于2021-02-06）. 参数|newspaper=与模板{{cite web}}不匹配（建议改用{{cite news}}或|website=） (帮助)
79. ↑  . New Zealand Herald. 2012-06-18  [2012-07-06]. （原始内容存档于2012-06-18）.
80. ↑  Henry McDonald. . the Guardian.   [2019-03-14]. （原始内容存档于2021-02-06）.
81. ↑  . BelfastTelegraph.co.uk.   [2019-03-14]. （原始内容存档于2014-12-08）.
82. ↑  . Reuters. 2010-04-07  [2010-04-07]. （原始内容存档于2021-02-06）.
83. ↑  Jan Cienski. . Financial Times. 2013-10-11  [2014-07-12]. （原始内容存档于2015-01-10）. The Church faces compensation claims from victims, the first of which is now in the Polish courts. While the Church is resisting demands to pay out, the claims underline the erosion of deference once afforded to the institution.
84. ↑  Matthew Day. . Daily Telegraph. 2014-07-11  [2014-07-12]. （原始内容存档于2018-05-30）. But Poland's Catholic Church has endured a torrid tame of late. A succession of child sex abuse scandals, and the Church's apparently clumsy response to the scandals, have shredded its once revered reputation, and put it on the defensive.
85. ↑  .   [2010-01-16]. （原始内容存档于2021-01-26）.
86. ↑  . CanLII.   [2012-07-05]. （原始内容存档于2012-07-21）.
87. ↑  Sims, Jane. . The London Free Press. 2006  [2019-03-11]. （原始内容存档于2021-01-26）.
88. ↑  The Fifth Estate, CBC. . CBC News.   [2011-09-23]. （原始内容存档于2011-09-19）.
89. ↑  . BBC News. 2007-09-07  [2009-12-28]. （原始内容存档于2009-03-18）.
90. 1 2 3  Schaffer, Michael D. . The Iquirer. 2012-06-25  [2012-07-06]. （原始内容存档于2013-02-27）.
91. ↑  Smith, Peter. . The Courier-Journal. 2003-06-11  [2012-06-29]. （原始内容存档于2012-02-25）.
92. ↑  D'Emilio, Frances; Winfield, Nicole, , KCRG, 2019-02-16  [2019-02-16], （原始内容存档于2019-04-06）
93. ↑  .   [2019-04-06]. （原始内容存档于2019-02-18）.
94. ↑  Winger, Pat. "Priests Commit No More Abuse Than Other Males" in Newsweek, 4/7/2010. Online at:   （页面存档备份，存于）  Accessed 22 May 2017.
95. ↑  Payne, Ed; Messia, Hada, , Cable News Network, Greene, Richard (Turner Broadcasting Systems), 2015-08-28  [2015-08-29], （原始内容存档于2021-01-19）
96. ↑  Edward Pentin: Still No Action Taken Against Honduran Bishop Accused of Sexual Abuse. （页面存档备份，存于） National Catholic Register vom 27. April 2018
97. ↑  Pope removes Honduran bishop accused of sexual misdeeds. （页面存档备份，存于） Associated Press vom 20. Juli 2018
98. ↑  . 2002-05-04  [2018-09-28]. （原始内容存档于2016-06-04） （英国英语）.
99. ↑  . indiatoday.intoday.in.   [2016-04-21]. （原始内容存档于2017-12-24）.
100. ↑  . The New Indian Express.   [2016-04-21]. （原始内容存档于2016-05-05）.
101. ↑  . Thenewsminute.com. 2016-02-16  [2017-10-29]. （原始内容存档于2021-02-01）.
102. ↑  . Ndtv.com.   [2017-10-29]. （原始内容存档于2021-02-26）.
103. ↑  . Times of India.   [2017-10-29]. （原始内容存档于2021-02-24）.
104. ↑  . Indianexpress.com. 2010-04-06  [2017-10-29]. （原始内容存档于2021-02-28）.
105. ↑  . Ucanews.com.   [2017-10-29]. （原始内容存档于2017-09-29）.
106. ↑  PTI. . @businessline.   [2018-12-07]. （原始内容存档于2022-03-08） （英语）.
107. ↑  日本受害人罕見發聲揭天主教會性侵醜聞
108. ↑  . www.catholicnews.com.   [2018-05-03]. （原始内容存档于2020-07-30） （英语）.
109. ↑  . MSNBC. 2007-07-14  [2012-06-27]. （原始内容存档于2012-05-05）.
110. ↑  .   [2019-04-07]. （原始内容存档于2011-01-23）.
111. ↑  . The Commission to Inquire into Child Abuse.   [2009-07-22]. （原始内容存档于2021-02-06）.
112. ↑  . The Commission to Inquire into Child Abuse.   [2009-07-22]. （原始内容存档于2009-07-22）.
113. ↑  . Irish Times. 2009-05-23  [2019-03-04]. （原始内容存档于2012-10-14）.
114. ↑  Suing the Pope （页面存档备份，存于） BBC News
115. ↑  Shamed by child abuse, Ireland to reform services[永久] Reuters, 26 May 2009
116. ↑  "Irish Church Abusers Should Face Law, McAleese Says", Bloomberg, 30 May 2009
117. ↑  .   [2019-04-07]. （原始内容存档于2021-01-29）.
118. ↑  . The Daily Telegraph (London). 2009-11-26  [2010-01-06]. （原始内容存档于2010-02-21）.
119. ↑  . 神學倫理拾穗塗鴉.   [2023-11-10]. （原始内容存档于2023-11-10）.
120. ↑   (PDF).   [2010-01-18]. （原始内容存档 (PDF)于2011-07-14）.
121. ↑  James T. O'Reilly, Margaret S. P. Chalmers: The Clergy Sex Abuse Crisis and the Legal Responses, Oxford University Press, 2014 ISBN 0199937931, 9780199937936 p. 291
122. ↑  . The New York Times. 2002-06-15  [2008-02-12]. （原始内容存档于2018-07-28）.
123. 1 2  . Connections. December 2003, 4 (4)  [2019-03-13]. （原始内容存档于2012-07-22）.
124. ↑   (PDF). Votf.org.   [2017-10-29]. （原始内容存档 (PDF)于2021-02-25）.
125. ↑  Mary Dispenza. . CNN. 2014-02-06  [2019-08-11]. （原始内容存档于2023-06-03）.
126. ↑  "Pope Francis pressured by U.N. committee to act on priest sex abuse cases" （页面存档备份，存于）, Associated Press via New York Daily News, 2014-02-05.
127. 1 2  Winfield, Nicole, "Pope Francis under pressure to act on abuse after UN committee accuses Vatican of complicity" （页面存档备份，存于）, AP via Montreal Gazette, 2014-02-06.
128. 1 2  "Scathing UN report demands Vatican act against child sex abuse" （页面存档备份，存于）, Reuters via Euronews, 2014-02-05.
129. ↑  Vallely, Paul, "Vatican Missteps and U.N. Blunders" （页面存档备份，存于）, New York Times, 2014-02-11. Retrieved 2014-02-11.
130. ↑  Nelson, Jeffrey A. . Communication & Theater Association of Minnesota. 2009, Summer: 37–51. From a review of The New York Times, 2002-01-09－04-18.
131. ↑  dia Ignored Sex Abuse in School?". CBS News. 2006-08-24. Retrieved 2009-08-01.
132. ↑  Jenkins, Philip, The New Anti-Catholicism – the Last Acceptable Prejudice, Oxford University Press, 2004, pp. 133–57
133. ↑  . Boston.com.   [12010-08-13]. （原始内容存档于2016-03-03）.
134. ↑  . Boston.com. 2006-08-03  [2010-08-13]. （原始内容存档于2011-05-23）.
135. ↑  Kenny, Colum. . Irish Communications Review. January 2009, 11.
136. 1 2  . bbc.co.uk.   [2018-08-17]. （原始内容存档于2009-01-07）.
137. ↑  . bishop-accountability.org.   [2014-09-14]. （原始内容存档于2020-01-31）.
138. ↑  . reform-network.net.   [2014-09-14]. （原始内容存档于2021-02-24）.
139. ↑  Doyle, Thomas. . Voice of the Faithful – New Jersey. NJ VOTF. 2008-01  [2010-04-05]. （原始内容存档于2011-07-28）.
140. ↑  Zoll, Rachel. . The Edge/Associated Press. 2011-05-18  [20123-07-09]. （原始内容存档于2015-12-08）. the problem was largely the result of poor seminary training and insufficient emotional support for men ordained in the 1940s and 1950s, who were not able to withstand the social upheaval they confronted as pastors in the 1960s.
141. 1 2  Miles, Vincent J. (2012) Boys of the Cloth: The Accidental Role of Church Reforms in Causing and Curbing Abuse by Priests （页面存档备份，存于）. Lanham, Maryland: Hamilton Books.
142. ↑  Steinfels, A People Adrift (2003). pp. 40–6
143. ↑  Plante, Thomas, "A Perspective on Clergy Sexual Abuse" （页面存档备份，存于）, San Jose Mercury News, 2002-03-24 (updated online version)
144. ↑  Filteau, Jerry. . Catholic News Service. 2004  [2008-03-10]. （原始内容存档于2004-06-26）.
145. ↑  Terry, Karen;  et al. . John Jay College of Criminal Justice. 2004  [2008-02-09]. （原始内容存档于2018-10-12）.
146. ↑  Cimbolic & Cartor (2006). Looking at ephebophilia through the lens of priest sexual abuse. Sexual Addiction and Compulsivity: The Journal of Treatment and Prevention, 13(4), 347–359.
147. ↑  Blanchard, R.; Lykins, A. D.; Wherrett, D.; Kuban, M. E.; Cantor, J. M.; Blak, T.; Dickey, R.; Klassen, P. E. . Archives of Sexual Behavior. 2008, 38 (3): 335–350. PMID 18686026. doi:10.1007/s10508-008-9399-9.
148. ↑  Krafft-Ebing, R.; Moll, A. . Stuttgart: Ferdinand Enke. 1924.
149. 1 2  Cartor, Cimbolic & Tallon (2008). Differentiating Pedophilia from Ephebophilia in Cleric Offenders. Sexual Addiction & Compulsivity, Volume 15, Issue 4, pages 311 – 319.
150. 1 2  John Jay College of Criminal Justice,  (PDF), United States Conference of Catholic Bishops, 2011  [2012-07-01], ISBN 978-1-60137-201-7, （原始内容存档 (PDF)于2020-12-09）
151. ↑  David Barrett; Nick Squires. . The Telegraph. 2014-07-13  [2014-07-14].
152. ↑  Lachlan Williams. . ninemsn. 2014-07-14  [2014-07-14]. （原始内容存档于2014-07-14）.
153. ↑  . news.msn.com.   [2014-09-14]. （原始内容存档于2014-07-17）.
154. ↑  John Jay College of Criminal Justice. The Nature and Scope of the Problem of Sexual Abuse of Minors by Catholic Priests and Deaconsin the United States （页面存档备份，存于）: 4.3 Characteristics of children who alleged sexual abuse by Catholic priests. p. 69
155. ↑  Plante, Thomas. "A Perspective on Clergy Sexual Abuse". Online at: http://www.psywww.com/psyrelig/plante.html （页面存档备份，存于） (Accessed 2014-08-25).
156. ↑  Engel, Randy. "The Rite of Sodomy : Homosexuality and the Roman Catholic Church" (2006)
157. ↑  Donohue, William. . The Washington Post. 2010  [2010-12-04]. （原始内容存档于2013-04-24）.
158. ↑  . 2009-11-18  [2010-04-23]. （原始内容存档于2009-11-19）.
159. ↑  . America Magazine.   [2016-02-09]. （原始内容存档于2016-02-11）.
160. ↑  Groth AN, Birnbaum HJ. . Archives of Sexual Behavior. May 1978, 7 (3): 175–81. PMID 666571. doi:10.1007/BF01542377. There were no examples of regression to child victims among peer-oriented, homosexual males. Pedophiles who are attracted to young boys tend not to be attracted to adult men. And many child molesters cannot be characterized as having an adult sexual orientation at all; they are fixated on children.
161. ↑  Abel, Gene G.; Nora Harlow.  (PDF). The Stop Child Molestation Book. Study text revised. Xlibris. 2002 [2001]  [2012-06-29]. （原始内容存档 (PDF)于2015-10-29）. More than 70 percent of the men who molest boys rate themselves as heterosexual in their adult sexual preferences. In addition, 9 percent report that they are equally heterosexual and homosexual. Only 8 percent report that they are exclusively homosexual
162. ↑  Goodstein, Laurie. . The New York Times. 2011-05-17  [2012-06-30]. （原始内容存档于2020-11-12）. If anything, the report says, the abuse decreased as more gay priests began serving the church.
163. ↑  .   [2018-08-20]. （原始内容存档于2009-02-09）.
164. 1 2  Riazat Butt. . the Guardian.   [2018-08-20]. （原始内容存档于2021-02-06）.
165. ↑  . newsweek.com.   [2014-09-14]. （原始内容存档于2010-04-12）.
166. ↑  Jenkins, Philip. . Pittsburgh Post-Gazette. 2002-03-03  [2018-08-20]. （原始内容存档于2012-03-08）.
167. ↑  Hidalgo, M.L. (2007). Sexual Abuse and the Culture of Catholicism: How Priests and Nuns Become Perpetrators. (p.36) Publisher: Routledge
168. ↑  Chibnall, J.T., Wolf, A. & Duckro, P.N. (1998). A National Survey of the Sexual Trauma Experiences of Catholic Nuns. Review of Religious Research Vol. 40, No. 2, pp. 142–167
169. ↑  Markham, D. J. (2002). Some facts about women religious and child abuse. Covenant, September, 3
170. ↑  .   [2019-02-28]. （原始内容存档于2011-01-14）.
171. ↑  George Weigel on the Church Crisis in U.S （页面存档备份，存于） catholiceducation.org
172. ↑  Jenkins, Philip. . First Thing. 1999. （原始内容存档于2021-02-06）.
173. ↑  PROFITA, HILLARY. . CBS NEWS. 2006. （原始内容存档于2021-02-26）.
174. ↑  Clayton, Mark. . The Christian Science Monitor. 2002. （原始内容存档于2021-02-06）.
175. ↑  "Mis lit: Is this the end for the misery memoir?", Daily Telegraph （页面存档备份，存于） 2008-03-05.
176. ↑  互联网电影数据库（IMDb）上《Our Fathers》的资料（英文）
177. ↑  . PBS. 2007-01-16  [2010-04-27]. （原始内容存档于2021-02-20）.
178. ↑  . BBC News. 2006-09-26  [2010-04-01]. （原始内容存档于2009-01-07）.
179. ↑  Roel Verschueren. . verschueren.at. 2013-02-07  [2014-09-14]. （原始内容存档于2014-01-02）.
180. ↑  Erlewine, Stephen Thomas. . Allmusic.   [2011-12-17]. （原始内容存档于2011-10-04）.
181. ↑  john neumann, , 2012-03-20  [2016-03-06], （原始内容存档于2020-11-20）
182. ↑  Tim Minchin, , 2016-02-16  [2016-03-06], （原始内容存档于2021-02-15）